# Liste der Biografien/Buco
Liste der Biografien |
Portal Biografien |
Personensuche
# |
A |
B |
C |
D |
E |
F |
G |
H |
I |
J |
K |
L |
M |
N |
O |
P |
Q |
R |
S |
T |
U |
V |
W |
X |
Y |
Z |
?
 
Ba |
Be |
Bd |
Bg |
Bh |
Bi |
Bj |
Bl |
Bm |
Bn |
Bo |
Br |
Bs |
Bu |
Bw |
By |
Bz
 
Bua |
Bub |
Buc |
Bud |
Bue |
Buf |
Bug |
Buh |
Bui |
Buj |
Buk |
Bul |
Bum |
Bun |
Buo |
Buq |
Bur |
Bus |
But–Buz
 
Buca |
Bucc |
Buce |
Buch |
Buci |
Buck |
Bucl |
Buco |
Bucq |
Bucr |
Bucs |
Bucu |
Bucy |
Bucz
Die Liste der Biografien führt alle Personen auf, die in der deutschsprachigen Wikipedia einen Artikel haben. Dieses ist eine Teilliste mit 3 Einträgen von Personen, deren Namen mit den Buchstaben „Buco“ beginnt.

## Buco
- Buco, Nolly (* 1963), philippinischer Geistlicher, römisch-katholischer Bischof von Catarman

### Bucon
- Buconjić, Paškal (1834–1910), Bischof von Mostar-Duvno (-Trebinje-Mrkan)

### Bucov
- Bucovich, Mario von (1884–1947), Fotograf österreichischer Abstammung